# هيشم حديث
هَيْشَم حديث أو كوشية حديثة (الاسم العلمي: Neokochia)، جنس من النباتات المُزهرة التي تنتمي إلى فصيلة القطيفية.
نطاقها الأصلي هو غرب ووسط الولايات المتحدة الأمريكية. توجد في ولايات أريزونا وكاليفورنيا وكولورادو وأيداهو ومونتانا ونيفادا ونيو مكسيكو وأوريجون وتكساس ويوتا ووايومنغ.
اسم جنس Neokochia مُهدى لفيلهلم دانيال جوزيف كوخ (1771-1849)، وهو طبيب وعالم نبات ألماني. كان أيضًا أستاذًا للطب وعلم النبات في إرلانجن، ومدير الحديقة النباتية. وصف ونشر لأول مرة في Madroño Vol.55 في الصفحة 255 (تمت كتابته في عام 2008، ونشر في عام 2009).

## الأنواع المعروفة
بحسب كيو:
- Neokochia americana (S.Watson) G.L.Chu & S.C.Sand.
- Neokochia californica (S.Watson) G.L.Chu & S.C.Sand.